# 1707 Chantal
1707 Chantal eller 1932 RL är en asteroid i huvudbältet som upptäcktes 8 september 1932 av den belgiske astronomen Eugène Joseph Delporte i Uccle. Det har fått sitt namn efter en släkting till Georges Roland.
Asteroiden har en diameter på ungefär 7 kilometer.